# Jarosław Fret
Jarosław Fret (ur. 1971 w Turku) – polski reżyser i aktor teatralny, założyciel i lider Teatru ZAR, od 1 lutego 2004 dyrektor Instytutu im. Jerzego Grotowskiego we Wrocławiu.

## Życiorys
W 1994 roku ukończył polonistykę na Uniwersytecie Wrocławskim.
W latach 1993–1995 był związany z Ośrodkiem Praktyk Teatralnych Gardzienice. W 1998 współpracował z Teatrem Pieśń Kozła. Współredagował specjalny rocznik „Pamiętnika Teatralnego” (Warszawa 2000–2001) poświęcony Jerzemu Grotowskiemu, wydany przez Instytut Sztuki PAN.
W latach 1999–2002 zrealizował szereg wypraw do Gruzji, Armenii i Iranu, prowadząc poszukiwania w obrębie najstarszych form muzyki chrześcijańskich kościołów wschodnich. W kolejnych latach wspólnie z członkami Teatru ZAR organizował wyprawy badawcze na grecką górę Athos, Sardynię i Korsykę, do Armenii, Turcji i Izraela. Realizator pierwszego na świecie filmu dokumentalnego poświęconego Mandejczykom, jedynej przetrwałej do naszych czasów starożytnej grupie gnostyckiej, zamieszkującej południową część Iranu.
Reżyser pięciu spektakli zespołu. Tryptyk Ewangelie dzieciństwa był pokazywany m.in. w Chicago, Los Angeles, San Francisco, Atenach, Belgradzie, Edynburgu, Florencji, Madrycie, Paryżu, Sybinie oraz Kairze, Nowym Delhi i Seulu.
W 2013 roku ukończył pracę nad spektaklem Armine, Sister, dedykowanym historii, kulturze i ludobójstwu Ormian, do którego oprócz reżyserii opracował oryginalną dramaturgię muzyczną i specjalną architekturę. W 2016 roku zrealizował spektakl Medee. O przekraczaniu z udziałem śpiewaczek z Kairu, Teheranu i Stambułu.
Wykłada i prowadzi warsztaty w Polsce i za granicą, był wykładowcą m.in. w Państwowej Wyższej Szkole Teatralnej im. Ludwika Solskiego w Krakowie Filii we Wrocławiu. Uhonorowany przyznawanym przez magazyn „Los Angeles Times” tytułem Best New Music Theater (2009) i Wrocławską Nagrodą Teatralną za tryptyk Ewangelie dzieciństwa (2010). Spektakl Cesarskie cięcie. Próby o samobójstwie w jego reżyserii zdobył Total Theatre Award w kategorii Physical/Visual Theatre  oraz Herald Angel Award podczas Festiwalu Fringe w Edynburgu w 2012 roku.
Pomysłodawca i koordynator licznych projektów realizowanych w Polsce i za granicą w ramach działalności Instytutu Grotowskiego, m.in. Roku Grotowskiego UNESCO 2009, programu „Masters in Residence”, Międzynarodowego Festiwalu Teatralnego „Świat miejscem prawdy”, jeden z kuratorów Akademii Teatru Alternatywnego (2015–2017) oraz dyrektor artystyczny Olimpiady Teatralnej Wrocław 2016.
Pełnił funkcję przewodniczącego Rady Kuratorów i kuratora ds. teatru Europejskiej Stolicy Kultury Wrocław 2016.
23 czerwca 2017 otrzymał Diament Wrocławia, nagrodę przyznawaną przez Towarzystwo Miłośników Wrocławia.
Dzięki jego staraniom w 2010 roku została otwarta nowa siedziba Instytutu Grotowskiego, Studio Na Grobli.

## Spektakle
- 2016 Medee. O przekraczaniu (premiera Wrocław, Instytut im. Jerzego Grotowskiego)
- 2013 Armine, Sister (premiera Wrocław, Instytut im. Jerzego Grotowskiego, Studio Na Grobli)
- 2009 Tryptyk Ewangelie dzieciństwa (premiera Londyn, Barbican Centre)
- 2009 Anhelli. Wołanie (premiera Londyn, Barbican Centre; 2010 Wrocław)
- 2007 Cesarskie cięcie. Próby o samobójstwie (premiera Wrocław, Instytut im. Jerzego Grotowskiego)
- 2003 Uwertura. Fragmenty o przeczuciach nieśmiertelności ze wspomnień wczesnego dzieciństwa (premiera Brzezinka, leśna baza Instytutu Grotowskiego)

## Filmy
- 2016 Wielki Tydzień,  film fabularny – krótkometrażowy

## Wywiady z Jarosławem Fretem
- Tradycja Grotowskiego
- We własnym sumieniu. Z Jarosławem Fretem i Grzegorzem Ziółkowskim, dyrektorami Instytutu im. Jerzego Grotowskiego we Wrocławiu, rozmawia Jacek Kopciński
- ZAR po Grotowskim, rozmowa z Jarosławem Fretem
- Jarosław Fret: całkowitość stawia człowieka Grotowskiego obok bogów
- Aby aktorzy nie uciekali z Wrocławia grać w serialach
- O Jerzym Grotowskim i jego metodzie aktorskiej opowiada Jarosław Fret
- ESK to nie złoty róg
- Wyznanie wiary
- Jarosław Fret: Różewicz przemienił myślenie o teatrze
- Staramy się uprawiać teatr sprzed podziałów na gatunki . Rozmowa z Jarosławem Fretem
- Jarosław Fret, Octavian Saiu, Teatr jako medium pamięci, „Performer” 2017 nr 13.
- Rafał Bubnicki, Zmiana warty. Rozmowa z Jarosławem Fretem, dyrektorem Ośrodka Grotowskiego we Wrocławiu, „Performer” 2015 nr 10.
- Z tradycją ku przyszłości. Z Jarosławem Fretem i Dariuszem Kosińskim, Dyrektorami Instytutu Grotowskiego, rozmawiała Tatiana Drzycimska, „Performer” 2015 nr 10.